# MVG C sorozat

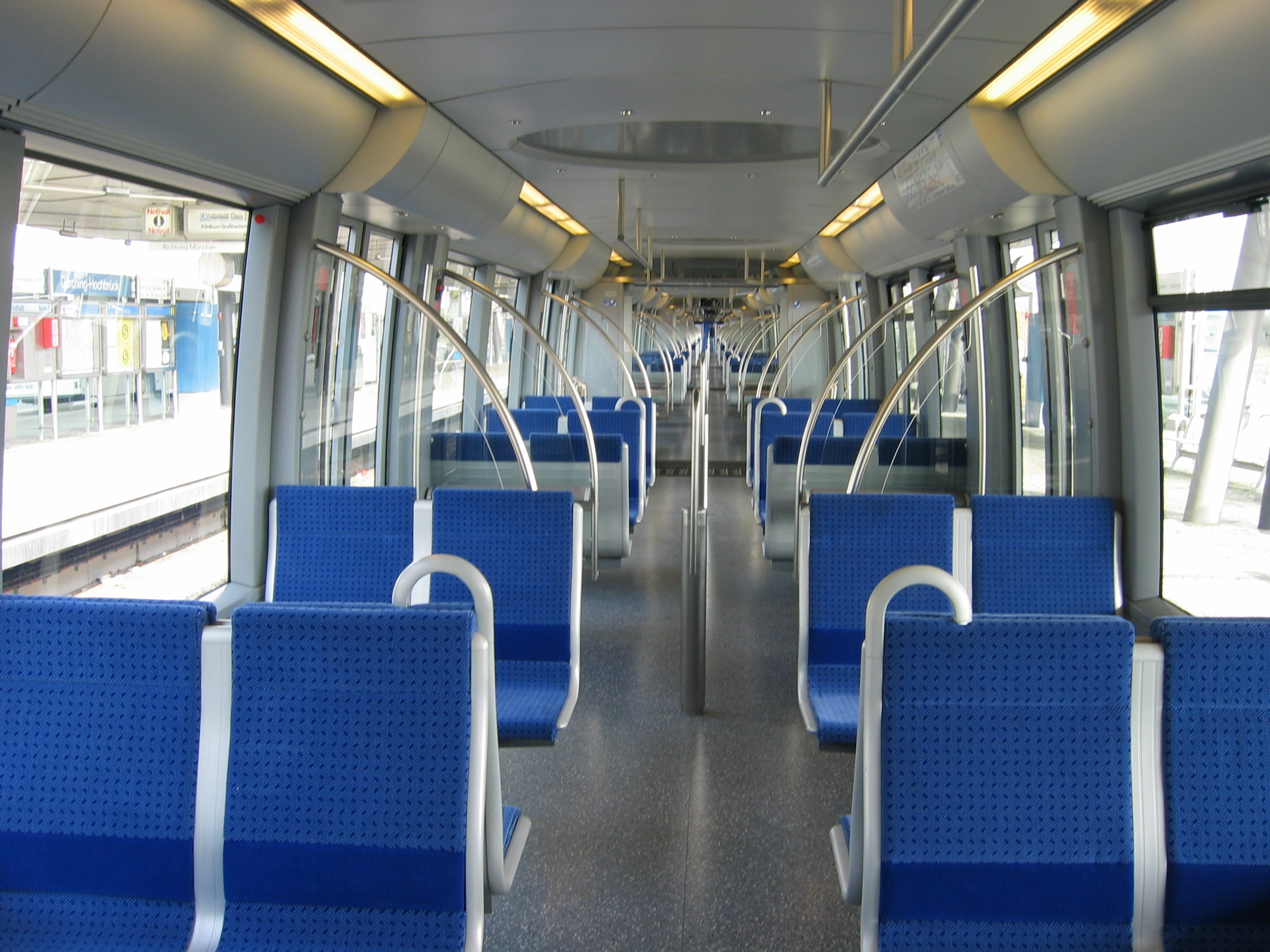
A motorvonat belseje

Az MVG C sorozat egy metrókocsi-sorozat, mely a Müncheni metró hálózatán üzemel. 2000-től összesen 18 hatrészes motorvonatot (összesen 108 kocsit) gyártott az Adtranz és a Siemens. A metrószerelvények teljes hosszukban átjárhatóak, és egyaránt megtalálhatóak bennük a párnázott és a fa ülések is. Az utastérben több helyen digitális utastájékoztató rendszer is beépítésre került.